# Sharknado 3: Oh Hell No!
Sharknado 3: Oh Hell No! (bra: Sharknado 3: Oh, Não!) é um filme americano lançado direto para vídeo de 2015, de ação, comédia e desastre de ficção científica dirigido por Anthony C. Ferrante. É o terceiro filme da série de filmes Sharknado.
É a sequência do telefilme Sharknado 2: The Second One (2014).